# Petrus Brommius
Petrus Laurentii Brommius, född omkring 1610 i Bromma by, Västra Vingåkers socken, död 1673 i Viborg, var en svensk präst, gymnasielärare och biskop.

## Biografi
Brommius var son till en bonde, blev student vid Uppsala universitet 1630, prästvigdes 1637 och blev filosofie magister vid Greifswalds universitet 1643. Han tjänstgjorde först vid Strängnäs gymnasium, var kaplan i Sköldinge socken 1643-44 och var därefter hovpredikant hos Johan Axelsson Oxenstierna och legationspredikant vid Westfaliska fredskongressen i Osnabrück 1644-48. Efter sin återkomst till Sverige 1648 utsågs Brommius till pastor vid svenska församlingen i Narva och teologie lektor vid skolan där samt domprost. Han hade där att kämpa med nationella motsättningar mellan tyskarna som dominerade staden, svenskarna, finnarna och de grekisk-ortodoxa ryssarna på landsbygden runt staden. till en början lierade han sig med den tyskättade från Riga härstammande Henrik Stahell som trots sitt ursprung stödde strävandena att begränsa det tyska rådets makt. 1649 gjordes svenska kyrkan till katedralskyrka i stället för den tyska. Den nya svenska skolan mötte motstånd från tyskarna, och trots försök med en svensk rektor, tysk konrektor samt en tysk, en svensk och en rysk lärare kom skolan att splittras i en tysk och en svensk. 1656 lämnade Brommius Narva, och 1658 blev han prost och kyrkoherde i Glanshammar och Ringkarleby. Endast efter några år återvände dock Brommius 1663 till Narva, nu som superintendent. 1664 blev han biskop i Viborg. Brommius bevistade riksdagen i Stockholm 1654 och riksdagen i Göteborg 1659-60.